# Хлебово (Мазовецьке воєводство)
Хлебово (пол. Chlebowo) — село в Польщі, у гміні Бульково Плоцького повіту Мазовецького воєводства.
Населення — 122 особи (2011).
У 1975—1998 роках село належало до Плоцького воєводства.

## Демографія
Демографічна структура станом на 31 березня 2011 року:
|          | Загалом | Допрацездатний вік | Працездатний вік | Постпрацездатний вік |
| -------- | ------- | ------------------ | ---------------- | -------------------- |
| Чоловіки | 63      | 12                 | 43               | 8                    |
| Жінки    | 59      | 18                 | 26               | 15                   |
| Разом    | 122     | 30                 | 69               | 23                   |